# Calvert Vaux

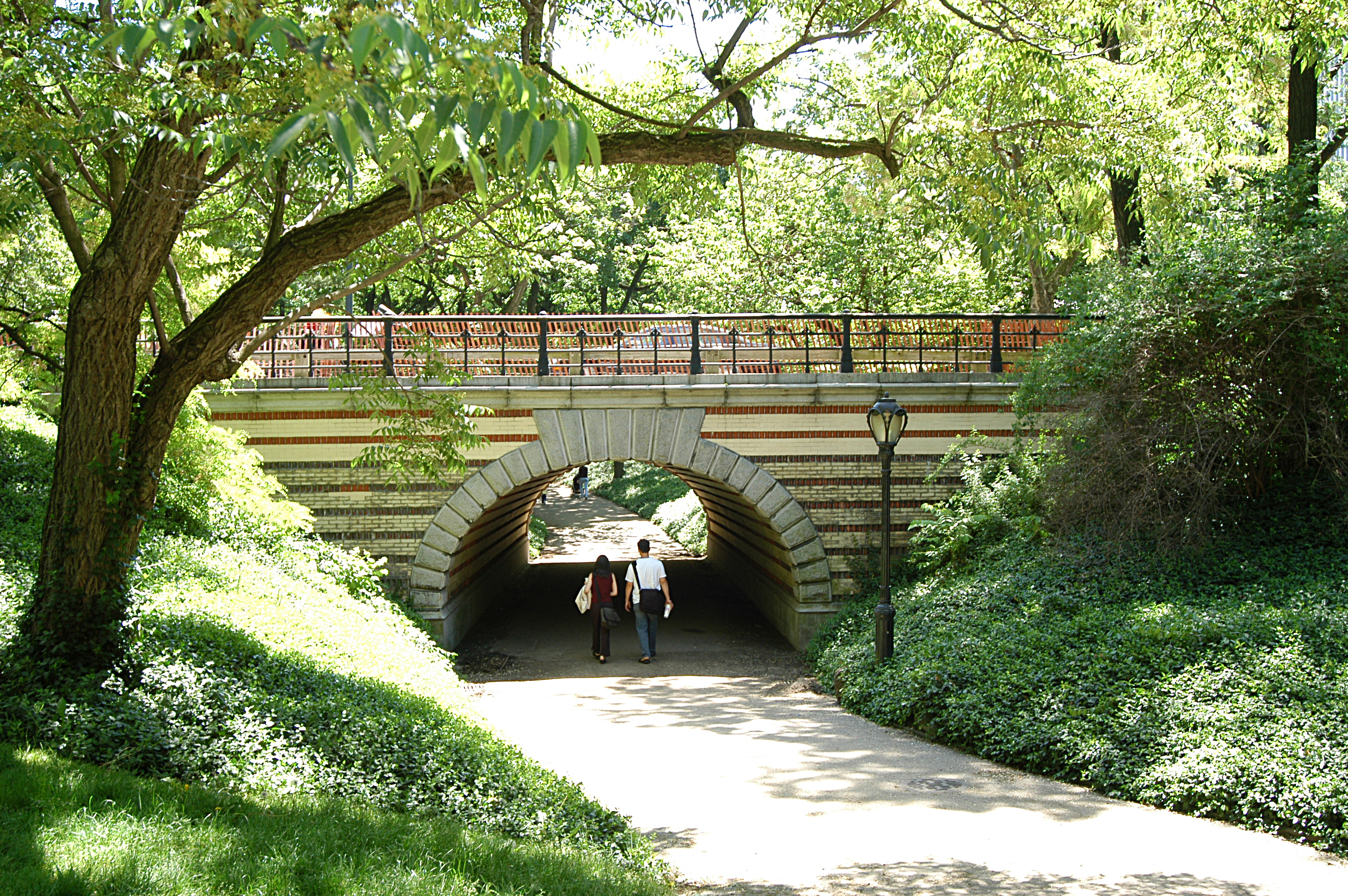
Pont de Central Park, dissenyat per Calvert Vaux

Calvert Vaux   (Londres, 20 de desembre de 1824 - Brooklyn, 19 de novembre de 1895) va ser un arquitecte i paisatgista angloestatunidenc. Va dibuixar els plànols del Central Park de New York amb Frederick Law Olmsted.

## Biografia
Fill d'un cirurgià de Londres, Calvert Vaux va néixer el 1824 i va estudiar arquitectura sota la direcció de Lewis Nockalls Cottingham, conegut per pertànyer al moviment neogòtic. Va anar aleshores a New York i es va posar al servei del cèlebre paisatgista Andrew Downing. Calvert era influenciat per les escenes rurals europees i per les pintures al·legòriques de l'escola de l'Hudson.